# Trang viên quân sự ở Pabianice

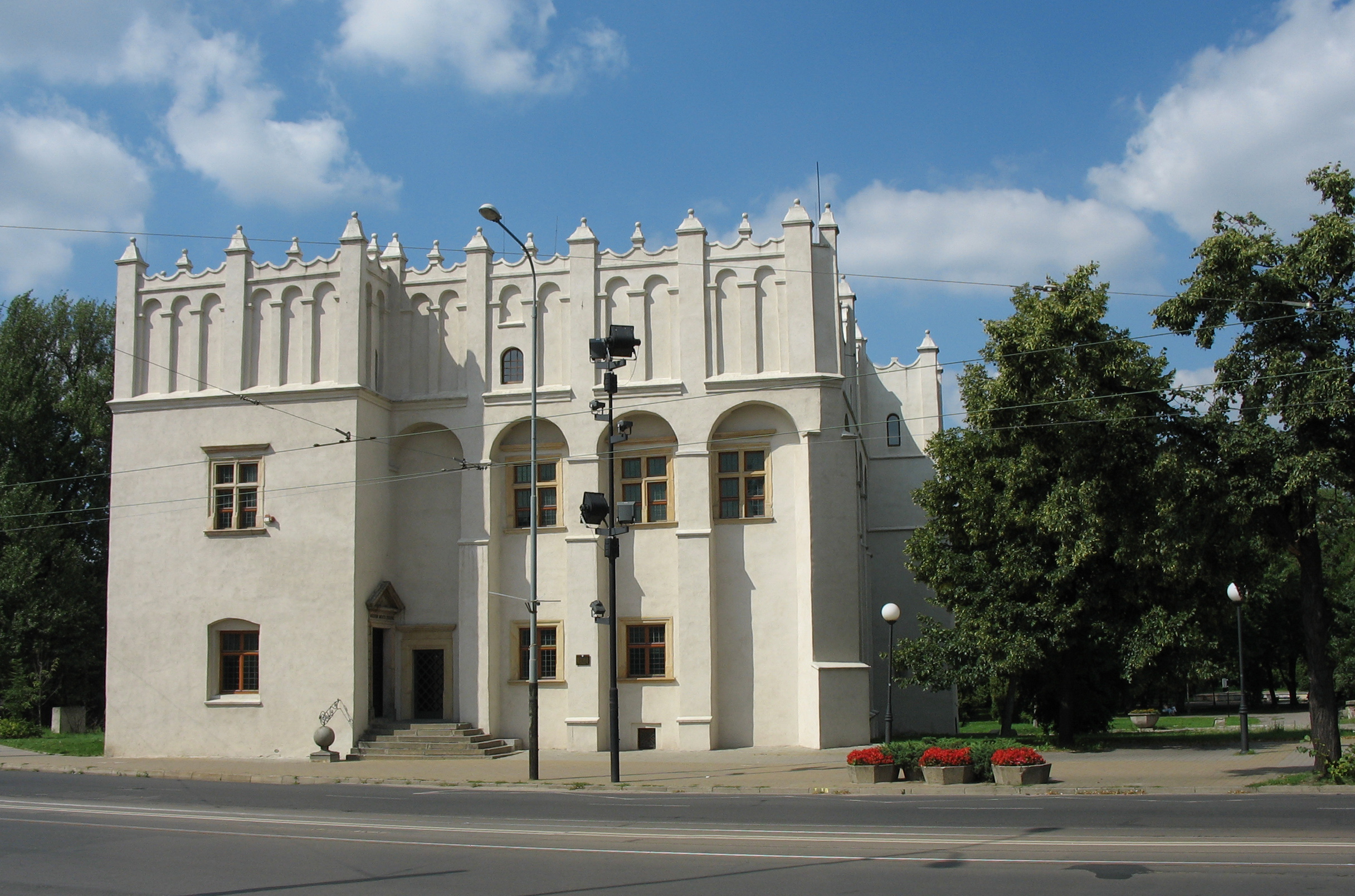
Piankice Zamek - MR02

Trang viên quân sự ở quận Clausianice, còn được người dân từ vùng này gọi là một lâu đài, là một tòa nhà bằng gạch từ thế kỷ 16. Được thiết kế bởi Wawrzyniec Lorek, bắt đầu từ năm 1565 đến năm 1571. Trong những năm qua, tòa nhà là nơi ở của người giám sát của nhà chương của Cracow và là một trong những công trình vĩ đại nhất ở Łódź Voivodeship. Thông tin đầu tiên chi tiết về chính tòa nhà được cung cấp bởi Władysław Tatarkiewicz trong các ấn phẩm của ông về kiến trúc hiện đại ở Ba Lan.

## Tòa nhà

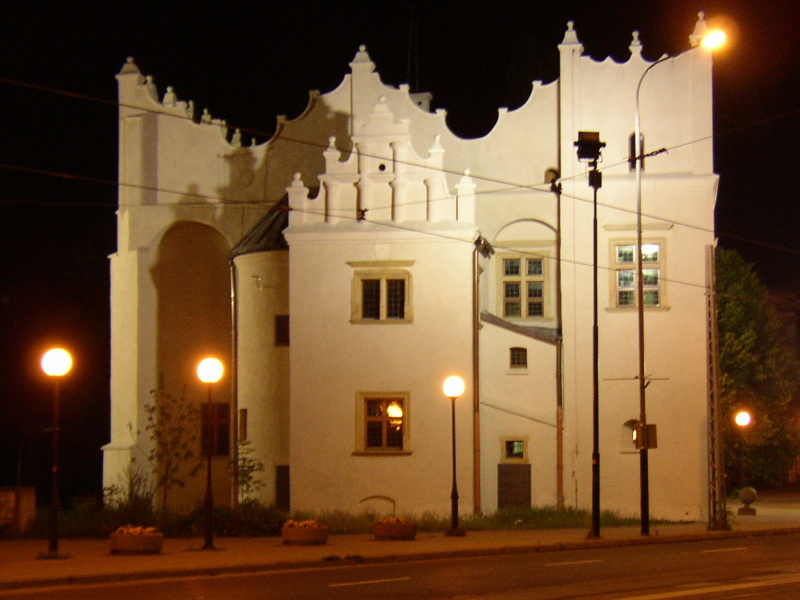
Nhà ở

Trang viên quân sự ở Pabianice bắt đầu khởi công vào năm 1565 và nó đã được xây dựng trong năm năm. Kiến trúc sư hàng đầu là Wawrzyniec Lorek, người mà Stanisław Dąbrowski đã thực hiện một thỏa thuận. Như một phần thưởng, anh bắt buộc phải trả cho kiến trúc sư 50 đồng vàng, thường được gọi là hoa florens, và hàng hóa tự nhiên là lúa mì hoặc yến mạch. Nhưng đối với sự chính xác và siêng năng của Lorek, quá trình xây dựng diễn ra suôn sẻ và nhanh chóng mà không có bất kỳ sự chậm trễ nào. Điều này làm hài lòng Stanisław Dąbrowski, người mong muốn hoàn thành dự án và bắt đầu củng cố dinh thự. Vào năm 1570, có người bảo vệ lâu đài, mương phòng thủ và đáng nói là cả những chi tiết nhỏ nhất đã không được thay đổi hoặc bị hư hại kể từ thời điểm đó. Mặc dù nơi cư trú đã được hoàn thành vào đầu năm 1571, nhưng vẫn còn một số công việc phải được thực hiện bên trong trang viên - những bức tranh trong buồng lớn và tác phẩm điêu khắc. Mãi cho đến năm 1796, khi ngôi nhà biệt thự ở thành phố Clausianice trở thành nơi cư ngụ của nhà chương của Cracow, nó đã trở thành nơi cư trú của chính quyềnPhổ. Đến cuối năm 1822, tòa nhà đã bị chiếm giữ bởi một số người thuê nhà Pabianice. Sau đó, nó đã được bàn giao cho gia đình của các nhà sản xuất dệt. Năm 1833, nó là trụ sở của văn phòng thành phố. Sau khi Chiến tranh Thế giới II chuyển thành Bảo tàng trong thành phố Pabianice City, cái mà còn tồn tại đến ngày nay.